# 69.ª División (Ejército Popular de la República)
La 69.ª División fue una de las divisiones del Ejército Popular de la República que se organizaron durante la guerra civil española sobre la base de las Brigadas Mixtas. Situada en el frente de la sierra de Guadarrama, no tuvo un papel relevante.

## Historial
La unidad fue creada el 26 de septiembre de 1937, agrupando a las brigadas mixtas 99.ª, 105.ª y 108.ª. La 69.ª División fue asignada en el I Cuerpo de Ejército, que cubría el frente de la sierra de Guadarrama. Tuvo su cuartel general en Perales del Canchal.
Permaneció en el frente de la Sierra durante el resto de la guerra, sin intervenir en operaciones relevantes.

## Mandos
Comandantes
- comandante de infantería Domingo Benages Sacristán;
- mayor de milicias Juan José Gallego Pérez;[2]

Comisarios
- Nicolás Yuste Serra, del PCE;[3]
- Julio Cano Gutiérrez, del PSOE;[4]
- Victorio Casado Fernández, del PSOE;
- José Ladrón de Guevara;

Jefes de Estado Mayor
- comandante de infantería Félix Armada Benito;
- capitán de infantería Adolfo González Ezquerro;

## Orden de batalla
| Fecha              | Cuerpo de Ejército adscrito | Brigadas Mixtas integradas | Frente de batalla    |
| ------------------ | --------------------------- | -------------------------- | -------------------- |
| Septiembre de 1937 | I Cuerpo de Ejército        | 99.ª, 105.ª y 108.ª        | Sierra de Guadarrama |
| Diciembre de 1937  | I Cuerpo de Ejército        | 28.ª, 99.ª y 105.ª         | Sierra de Guadarrama |
| Marzo de 1938      | I Cuerpo de Ejército        | 99.ª, 105.ª y 108.ª        | Sierra de Guadarrama |
| Noviembre de 1938  | I Cuerpo de Ejército        | 99.ª y 108.ª               | Sierra de Guadarrama |
| Diciembre de 1938  | I Cuerpo de Ejército        | 7.ª, 99.ª y 108.ª          | Sierra de Guadarrama |